# 季布里夫西克 (沃倫斯基新城區)
50°42′3″N 27°28′8″E / 50.70083°N 27.46889°E
季布里夫西克（烏克蘭語：Дібрівське），是烏克蘭北部的村莊，隸屬日托米爾州的茲維亞赫爾區。該村始建於1904年，面積0.44平方公里，海拔高度201米，2001年人口34，人口密度每平方公里77.27人。